# Ch’ŏllima
Ch’ŏllima ist ein Wesen aus der koreanischen Mythologie. Es ist ein geflügeltes Pferd, das 1000-Ri-Sprünge vollführte.

## Bedeutung in Nordkorea
In Nordkorea wurde Ch’ŏllima nach dem Koreakrieg zum Symbol des Wiederaufbaus und der Industrialisierung. Dort wurde in den sechziger Jahren die Ch’ŏllima-Bewegung ins Leben gerufen, die gewissermaßen ein nordkoreanisches Pendant zum Großen Sprung nach vorne der VR China darstellte. Anfang 1959 erschien erstmals die Zeitschrift Ch’ŏllima. In Pjöngjang wurde am 15. April 1961 anlässlich des 49. Geburtstages Kim Il-sungs eine 46 Meter hohe Ch’ŏllima-Statue eingeweiht; die erste Linie der Metro Pjöngjang ist nach Ch’ŏllima benannt, ebenso die Chollima-Straße oder die Fahrzeuge Ch’ŏllima-90 und Ch’ŏllima-091. Ende der 1950er Jahre gab es auch eine Motorradmarke "Ch’ŏllima".
Bis zur Abschaltung Mitte 2010 gab es im nordkoreanischen Intranet eine Website namens Ch’ŏllima. 
Die Ch’ŏllima Stahlwerke sind das größte Stahlwerk in Nordkorea.
Eine nordkoreanische Trägerrakete trägt den Namen Chollima-1.
Es gibt einen Propagandasong aus den 1960er Jahren mit dem Titel "Chollima on the Wing (천리마 달린다; Ch'ŏllima Tallinda)", dessen Text ein schnelles Folgen des 7-Jahre-Plans, der Partei der Arbeit Koreas und des Erschaffens von Innovationen beinhaltet. Nach 2010 wurden Textstellen von "Kommunismus" zu "Sozialismus" und "Ich kann den neuen Hügel des Kommunismus sehen" zu "Lass uns dem Geiste der Arbeiterpartei folgen" geändert.